# 葉名琛
葉名琛（1807年—1859年4月9日），字雲珍，号崑臣，清朝中後期的政治人物，湖北漢陽人，籍贯江苏溧水。官至体仁阁大学士两广总督。第二次鴉片戰爭時被英軍所俘，卒於印度。

## 生平

### 早年
葉名琛父葉詵愛好扶乩；葉名琛特建“長春仙館”（今應元路广州市第二中学附近），供奉呂洞賓、李太白二仙；又闢“長春藥圃”，種植草藥。
於道光五年（1825年）中副贡生，道光十五年（1835年）考取進士，選庶吉士，散館授編修。道光十八年（1838年）任陝西興安府知府，其後平步青雲，歷任山西雁平道、雲南按察使、湖南布政使、江寧布政使、廣東布政使等官，道光廿七年（1847年）昇任廣東巡撫。道光二十九年（1849年），與兩廣總督徐廣縉一同支持在鴉片戰爭後阻止英國人入廣州城運動，因此功封男爵；其後又因在廣東征討反清勢力，親自處決犯人，誅殺數萬反清勢力人士，成功消滅拜上帝會在兩廣剩餘勢力。當時因清朝上下排外氣氛高漲，屬於強硬派的葉名琛受到重用。咸豐元年（1851年），賞加太子少保銜；咸豐二年（1852年），升任兩廣總督；咸豐五年（1855年），加封為兩廣總督協辦大學士、體仁閣大學士。咸豐帝要求其在廣「馭夷」，而葉名琛也在剛割讓的香港布滿眼線，但傳回消息通通報喜不報憂，與事實相差甚遠，得到的报纸登载的也是诸如“英军在克里米亚战争中败于俄国”“英军镇压印度兵乱不利”“法国在中英冲突中中立”等与事实完全相反的消息。

### 镇压天地会
叶名琛勤于吏事，属下忌惮其威重。当时天地会的山堂任取山名，这些山名不一定和山堂所在地吻合甚至不一定真实存在，叶名琛不知，得知有山堂自称“老万山”就令手下前去真正的老万山查看，结果一无所获；1854年天地会攻打广州时，叶名琛登五层楼令标兵出战，标兵骂道“每月得饷九钱，叫我送死吗？”顾自散去，叶名琛令闭关向敌军发炮才守住，后因英美法三国接到外交照会提供大炮、火药、粮米协助守卫广州、英美甚至出动舰队才平定事态；叶名琛又有杀良冒功之举，日杀数百人，一日杀三四百人就被认为少，1855年六至八三个月就杀七万五千人，被称为“刽子手”。叶名琛对待外国使者时傲慢，对照会仅以数语回复甚至不回复，为了彰显大国威仪，甚至不在总督衙门而在河边仓库接待英国公使包令。

### 第二次鸦片战争
咸豐六年（1856年）9月10日，亞羅號事件爆發，英国領事巴夏禮（Harry Smith Parkes）被清军一名水手打了一巴掌，后啟書責難，要求释放水手并道歉，后葉名琛釋放被捕的十三名水手，但堅持無歉可道，引發第二次鴉片戰爭。10月23日，英军开始行动。英国海軍上將邁可爾·西摩爾率領3艘英艦穿越虎門，葉名琛彼时正在校场观看武举射箭考试，一枚炮弹就落在离他不远处，左右官员皆面面相觑，而叶名琛却说，无妨，他们到了傍晚就会离开了。下令廣東水師後撤，亦不准開炮還擊。当天，英军便攻进了广州城，但因人数太少而确实在傍晚撤离。24日英國軍艦轟擊廣東南郊鳳凰崗砲台，砲台守兵奉令走避，炮旋即被毀。25日英軍連連攻陷海珠砲台以及商館一帶，並佔據城外全部的防禦工事，直逼廣州城。26日葉名琛關閉粵海關中斷貿易，调集乡勇团练制造声势。27日，英舰炮击督署，叶名琛“危坐二堂，绝无惧色”。29日，英军攻入城内，因人少，抢掠督署后退出，葉名琛正在上香，免于被俘，向朝廷奏称“大捷”，又纵粤民火焚城外各国商馆及洋行，一艘自广州开往香港的英国邮船亦遭劫。

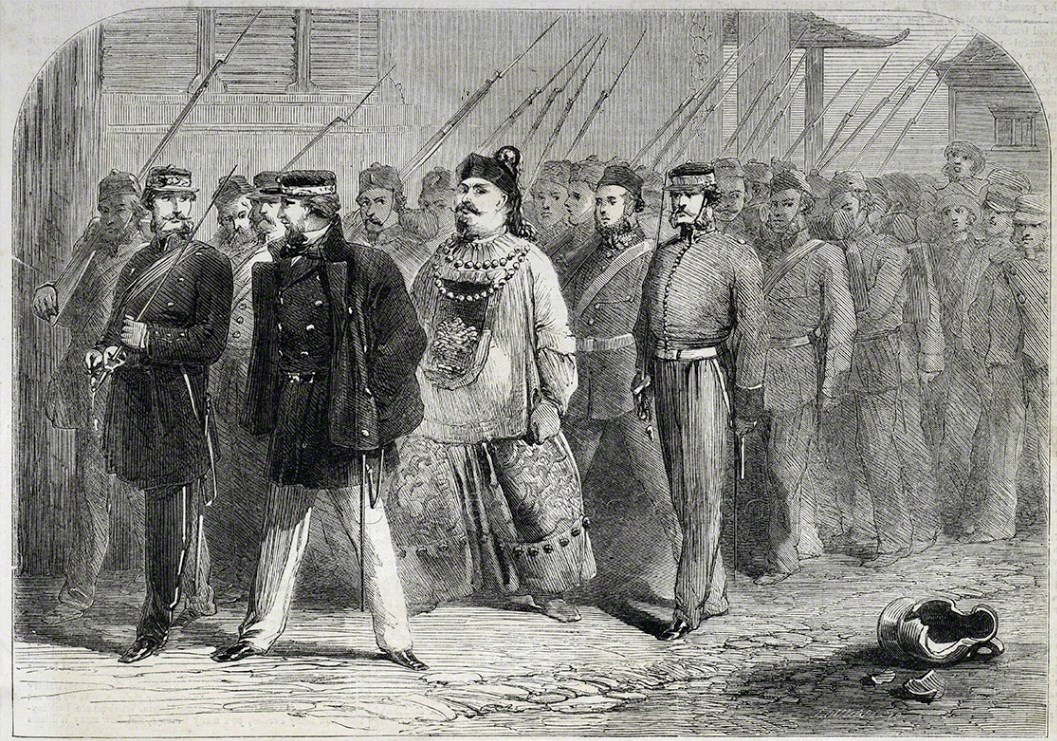
葉名琛被擒情境

咸豐七年（1857年），巴夏禮請遣大軍。当年9月，英法聯軍抵達廣東，叶名琛因被错误新闻误导，以为英军只是虚张声势，打算拖延到英军自己走，且迷信称“过了十五日必无事”；十一月，英法联军攻陷廣州，據守河南地區各炮台，要求葉名琛十天內出面談判。十二日，额尔金發出最後通牒，限叶名琛48小时内投降，但当手下都劝他积极备战时，叶名琛却坚决不许，称过了十五，必然就没事了。十四日，聯軍占領廣州，葉名琛逃到廣州副都統雙禧的衙署內，在打算翻墙逃跑时被抓获，当时，叶名琛吓得瑟瑟发抖，拒不承认自己就是两广最高首长。直到巴夏礼向他保证他性命无虞后才恢复往日的神色。事发之后，咸丰怕他被作为要挟的筹码，于是不仅没交涉救援，还剥夺了他原有的职务。当他被押上英军战舰时，他的手下曾暗示他投河自尽，以保全名节。但他可能没看见，或故意没那么做。解往停泊在香港的軍艦“無畏號”，薛福成譏他“六不總督”：“不戰、不和、不守、不死、不降、不走。相臣度量，疆臣抱負，古之所無，今亦罕有。”他曾聲言“欲面見其王以理論”，並且自備糧食，恥食敵粟。《香港紀事報》載：“偶然有人上艦，都向葉脫帽致意，他也欠身脫帽還禮。”

### 战后余生
48天後，“無畏號”駛離香港。英国人将其送往印度加爾各答，暫被囚禁在威廉堡，後遷往托里貢的住宅，日誦《呂祖經》不輟，因在作书画时被劝不要书写真名落人话柄而落款“海上蘇武”。他继续关注时事新闻，按时作息，清早即要人给他读报听。1859年二月二十九日，他得知晋见英国女王维多利亚女王无望后，决定绝食，至三月初七戌时（4月9日），死於囚所，终年52岁，據悉是自備糧食盡空後絕食而死(或病死)。英國人將他的遺體運回中國。他的一些文件今封藏於英國國家檔案館。當時薛福成在日記沉痛表示：“英人初志在得入城見大吏，借以通隔閡、馭商民；乃粵民一激再激，葉相復一誤再誤，使拱手而有粵城。……益知中國易與，遂糾法、俄、美三國兵船北上，駛入大沽，阻我海運，立約而還。……粵民激于前此大府議和之憤，萬眾一辭，牢不可破，必阻其入城一事以為快，屢請屢拒，紛紜者二十年；而大沽之失，天津之約，皆成于此；由今觀之，甚無謂也。”
其弟葉名澧官至內閣侍讀，聞兄喪，不久即病死。

## 诗作

### 其一
镇海楼头月色寒，将星翻作客星单。
纵一范军中有，怎奈诸君壁上看。
向戎何必求免死，苏卿无恙劝加餐。
任他日把丹青绘，恨态愁容下笔难。

### 其二
零丁飄泊歎無家，雁札猶傳節度衙；
門外難尋高士米，斗邊遠泛使臣槎。
心驚躍虎笳聲急，望斷慈烏日影斜；
惟有春光依舊返，隔牆紅遍木棉花。

## 延伸阅读
[在维基数据编辑]
 《清史稿·卷394》，出自趙爾巽《清史稿》
 在维基共享资源阅览影像

### 引用
1. 1 2 3  茅海建：《清代人物传稿·下·第四卷·叶名琛》第36页
2. ↑  《清史稿》列传一百八十一 徐广缙 叶名琛 黄宗汉
3. 1 2  聂作平：《天朝1793-1901：中西文明交锋下的乌合之众》，北京：中国友谊出版公司，ISBN：978-7-5057-2983-4，2012，第88页
4. ↑  聂作平：《天朝1793-1901：中西文明交锋下的乌合之众》，北京：中国友谊出版公司，ISBN：978-7-5057-2983-4，2012，第90页
5. ↑  薛福成：《书汉阳叶相广州之变》，《庸庵文续编》卷下第31页
6. ↑  《清史稿》记载，“名琛既被虏，英人挟至印度孟加拉，居之镇海楼上。犹时作书画，自署曰‘海上苏武’，赋诗见志，日诵吕祖经不辍。”
7. ↑  《蕉轩随录》卷三
8. ↑  高拜石 正中書局版 <新編古春風樓瑣記>(卅一) P15
9. ↑  《清史演義》第六十六回

## 相關書目
- 黃宇和著，區珙譯：《兩廣總督葉名琛》（北京：中華書局，1985），上海:上海書店，2004 ISBN 7-80678-096-3

## 外部連結
- 葉名琛 （页面存档备份，存于） 中央研究院歷史語言研究所

| 清朝政府      | 清朝政府                             | 清朝政府      |
| ------------- | ------------------------------------ | ------------- |
| 前任： 徐廣縉 | 兩廣總督 1852年9月7日－1858年1月26日 | 繼任： 黃宗漢 |